# حشره‌خوارهای جنگلی
حشره‌خوارهای جنگلی (نام علمی: Sylvisorex) نام یک سرده از زیرخانواده حشره‌خوار دندان‌سفید است.

## گونه‌ها
- Cameroonian forest shrew (Sylvisorex cameruniensis)
- حشره‌خوار جنگلی گرنت (Sylvisorex granti)
- حشره‌خوار جنگلی هاول (Sylvisorex howelli)
- حشره‌خوار جنگلی بیوکو (Sylvisorex isabellae)
- حشره‌خوار جنگلی جانستون (Sylvisorex johnstoni)
- حشره‌خوار کونگانا (Sylvisorex konganensis)
- حشره‌خوار جنگلی ماه‌وار (Sylvisorex lunaris)
- حشره‌خوار جنگلی ماونت کامرون (Sylvisorex morio)
- حشره‌خوار جنگلی بزرگ (Sylvisorex ollula)
- حشره‌خوار جنگلی کوچک (Sylvisorex oriundus)
- حشره‌خوار جنگلی بارانی (Sylvisorex pluvialis)
- حشره‌خوار آتشفشان (Sylvisorex vulcanorum)